# Masallı (Stadt)
Masallı (auch Masalli, sowie Massally, Masally von russisch Масаллы) ist eine Stadt in Aserbaidschan und Verwaltungssitz des Bezirks Masallı. Die Einwohnerzahl beträgt 26.700 (Stand:2021). 2014 hatte die Stadt etwa 25.000 Einwohner.
Die Wirtschaft der Stadt ist von der Landwirtschaft geprägt, dazu existieren einige Industriebetriebe. Im Zentrum, nahe dem Fluss, existiert ein Kulturpalast aus sowjetischer Zeit, davor eine Statue des Dichters Nezāmi. In der Stadt ist der Fußballverein FK Masallı ansässig.
Masallı liegt an der Fernstraße M3, die Baku mit Lənkəran und der iranischen Grenze verbindet.
Das frühere Dorf erhielt am 23. August 1950 den Status einer Siedlung städtischen Typs und am 20. Januar 1960 die Stadtrechte.

## Söhne und Töchter der Stadt
- Səfa Axundov (1958–1992), Pilot im Ersten Bergkarabachkrieg (1992–1994) und „Nationalheld Aserbaidschans“
- Cəlal Mirzəyev (* 1977), Diplomat